# Верешедьхаз
Верешедьхаз (угор. Veresegyház) - місто в центральній частині Угорщини, у медьє Пешт.
Населення - 11 348 чоловік (2001). Площа міста - 28,56 км. Щільність населення - 397,34 чол./км².
Поштовий індекс - 2112. Телефонний код (+36) 28.

## Галерея

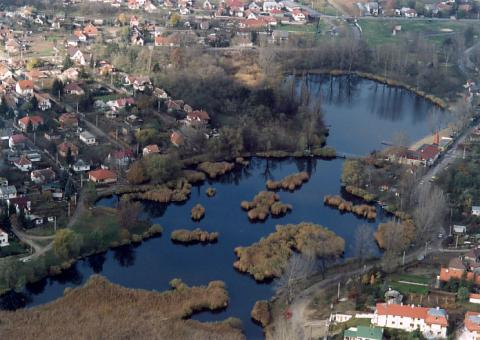
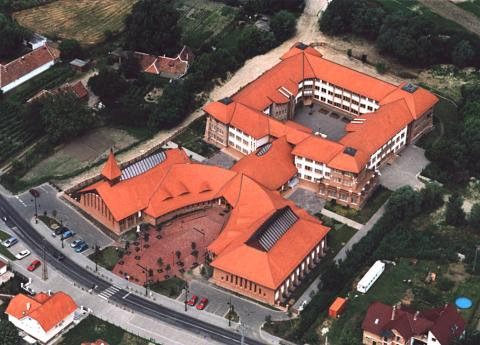
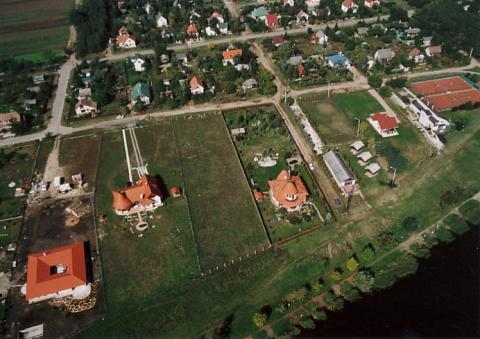
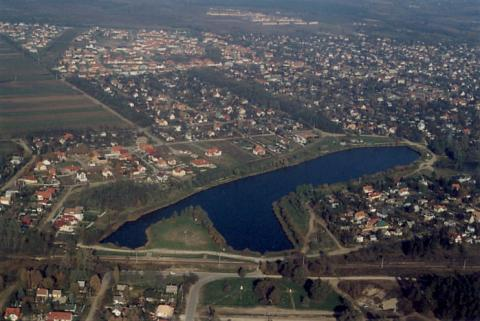

## Міста-побратими
- Шнеєберг, Німеччина
- Атія, Румунія
- Шаровце, Словаччина
- Гіват-Шмуель, Ізраїль
- Пастовце, Словаччина